# The Reason Why (Lorenzo Fragola)
The Reason Why è un singolo del cantante italiano Lorenzo Fragola, pubblicato il 5 dicembre 2014 come unico estratto dall'EP Lorenzo Fragola.

## Descrizione
Il brano è stato scritto da Lorenzo Fragola con Fausto Cogliati e Michelle Lily Popovic ed è stato presentato come inedito al talent show X Factor il 4 dicembre 2014. Fragola aveva portato una versione ridotta di questa canzone durante le audizioni del programma. Il singolo, prima della finale del programma, è stato certificato disco d'oro, ed in seguito doppio disco di platino. Lo stesso Fragola ha annunciato che The Reason Why è nata come scherzo.
Il singolo è stato successivamente inserito anche nel primo album in studio del cantante 1995, pubblicato il 31 marzo 2015.

## Video musicale
Il video, reso disponibile sul canale Vevo del cantante il 13 gennaio 2015 è stato diretto da Cosimo Alemà e ritrae alcuni momenti dopo la vittoria del cantante ad X Factor. Nel videoclip compaiono anche Fedez, suo giudice al talent show, e Madh, suo compagno di categoria.

## Tracce
1. The Reason Why – 3:02 (Lorenzo Fragola, Fausto Cogliati, Michelle Lily Popovic)

## Classifiche
| Classifica (2014) | Posizione massima |
| ----------------- | ----------------- |
| Italia            | 1                 |